# Springkorn
Springkorn eller ibland vildbalsamin (Impatiens noli-tangere) är en flerårig ört i släktet balsaminer och familjen balsaminväxter.

## Beskrivning
Springkornplantan kan bli upp till 70 cm hög, eller mer om växtplatsen är gynnsam. Den föredrar fuktig näringsrik mark och är kal, blank och saftig. Den har hela, sågtandade blad. Blommorna sitter i klasar från bladvecken och hänger ned. Blommorna är zygomorfa med sporre, gula med röda prickar. Frukten är en kapsel som exploderar när den är mogen och slungar ut fröna. Hela plantan är spröd och mjuk och vissnar snabbt efter plockning.
Växten är giftig.

## Utbredning
Arten återfinns i de tempererade delarna av Europa och Asien samt i västra Nordamerika från Alaska till norra Kalifornien.

## Etymologi
Springkorn syftar på kapseln som slungar ut fröna vid beröring. Samma egenskap har gett upphov till namnen Impatiens (kan inte tåla) och noli-tangere (rör icke).

## Bilder

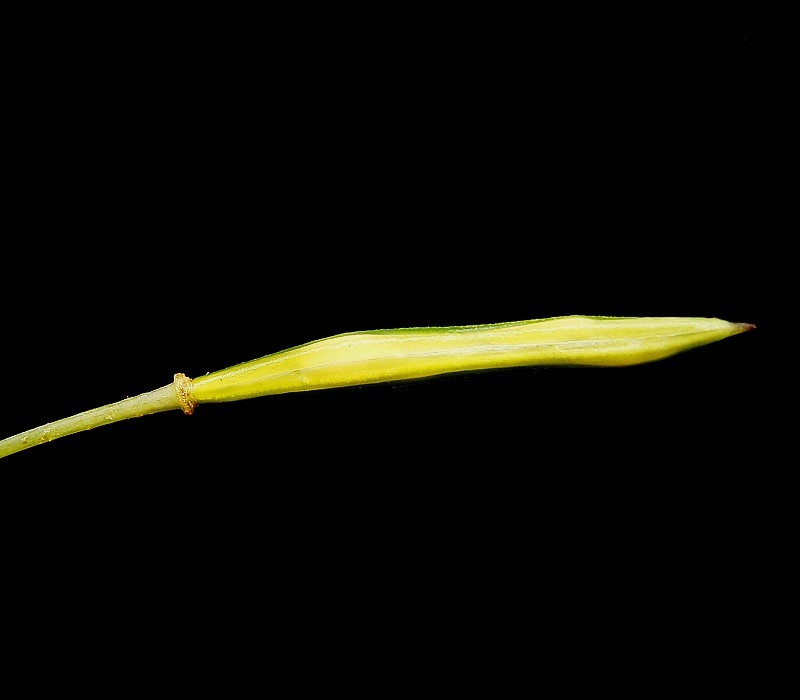
Omogen frukt av springkorn.
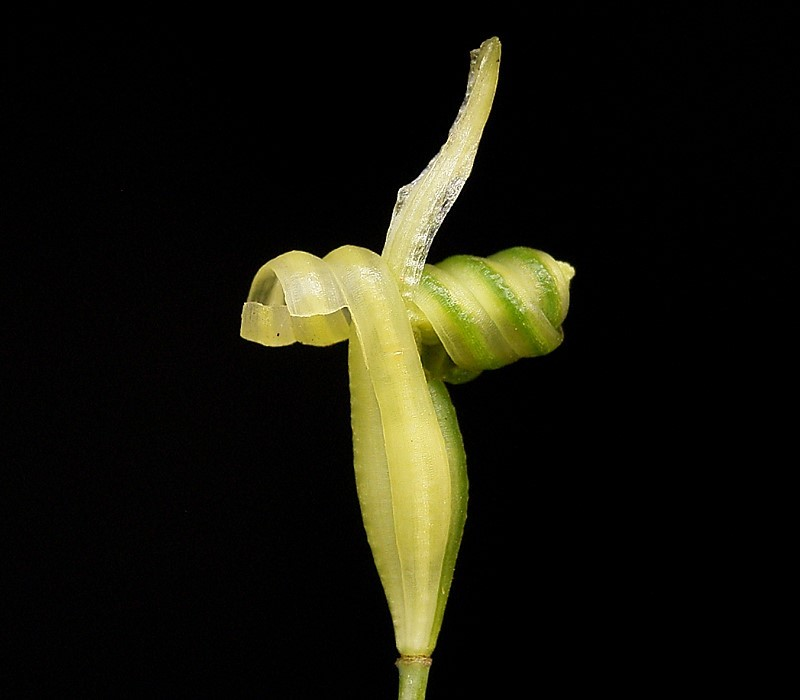
Mogen sprucken frukt av springkorn.